# Myrosma tenuifolia
Myrosma tenuifolia är en strimbladsväxtart som först beskrevs av Otto Georg Petersen, och fick sitt nu gällande namn av Karl Moritz Schumann. Myrosma tenuifolia ingår i släktet Myrosma och familjen strimbladsväxter. Inga underarter finns listade.